# Voloicel
Voloicel – wieś w Rumunii, w okręgu Mehedinți, w gminie Voloiac. W 2011 roku liczyła 98 mieszkańców.